# Торгашинский сельский округ
Торгашинский сельский округ — упразднённая административно-территориальная единица, существовавшая на территории Сергиево-Посадского района Московской области в 1994—2006 годах.
Хребтовский сельсовет был образован в первые годы советской власти. По данным 1922 года он входил в состав Константиновской волости Сергиевского уезда Московской губернии.
В 1923 году к Хребтовскому с/с были присоединены Дмитровский и Мухаревский с/с.
По данным 1926 года в состав сельсовета входили село Хребтово, деревни Дмитровское и Мухарево, а также 1 хутор.
В 1929 году Хребтовский с/с был отнесён к Константиновскому району Кимрского округа Московской области.
17 июля 1939 года к Хребтовскому с/с был присоединён Сальковский с/с (селения Сальково, Вонякино, Вороново, Плотихино, Македонка и Никольские выселки). Одновременно селение Пустое Рождество было передано из Хребтовского с/с в Новский.
14 июня 1954 года к Хребтовскому с/с был присоединён Власовский с/с.
22 июня 1954 года из Селковского с/с в Хребтовский было передано селение Пустое Рождество.
7 декабря 1957 года Константиновский район был упразднён и Хребтовский с/с был передан в Загорский район.
30 декабря 1959 года к Хребтовскому с/с были присоединены Селковский и Новошурмовский сельсоветы. При этом центр сельсовет был перенесён в село Торгашино, а сам он переименован в Торгашинский сельсовет.
1 февраля 1963 года Загорский район был упразднён, и Торгашинский с/с вошёл в Мытищинский сельский район. 11 января 1965 года Торгашинский с/с был возвращён в восстановленный Загорский район.
30 мая 1978 года в Торгашинском с/с были упразднены селения Новая станция и Мебельщик.
9 января 1991 года из состава Торгашинского с/с был вновь выделен Селковский с/с. К нему отошли селения Селково, Барово, Большие Дубравы, Ваулино, Григорово, Запольское, Катунино, Климово, Малинки, Малые Дубравы, Мергусово, Новая Шурма, Ново, Петрушино, Толстоухово и Трёхселище.
16 сентября 1991 года Загорский район был переименован в Сергиево-Посадский.
3 февраля 1994 года Торгашинский с/с был преобразован в Торгашинский сельский округ.
В ходе муниципальной реформы 2005 года Торгашинский сельский округ прекратил своё существование как муниципальная единица. При этом все его населённые пункты были переданы в сельское поселение Селковское.
29 ноября 2006 года Торгашинский сельский округ исключён из учётных данных административно-территориальных и территориальных единиц Московской области.